# Wilkerson Pass
Der Wilkerson Pass ist ein Hochgebirgspass in den Rocky Mountains im US-Bundesstaat Colorado.
Der Pass liegt im Pike National Forest im Park County an der östlichen Grenze des South-Park-Beckens in der Colorado-Hochebene. Es gibt eine Schutzhütte des US Forest Service und einige kurze Wanderwege. Über ihn verläuft der U.S.Highway 24. Der Pass befindet sich 80 km westlich von Colorado Springs und ist umgeben von mehr als 4.000 m hohen Berggipfeln.